# Fork in the road (album van Neil Young)
Fork in the road is het 29e studioalbum van Neil Young. Hij bracht het uit in 2009. Fork in the Road is een metafoor voor een tweesprong in het leven. Je weet niet waarnaartoe beide wegen lopen, maar moet toch kiezen.
Young, altijd op de alternatieve tour, had zijn Lincoln Continental laten ombouwen zodat deze op andere brandstof liep dan benzine, elektriciteit. Het muziekalbum gaat voornamelijk over die auto.
Het album stond zes weken in de Nederlandse albumtop. Tegelijkertijd begon men te mopperen of de wel erg korte tijdsduur van het album, waartegenover wel de volle prijs stond. Dit alles kan gezien worden in het kader van opmerkingen over de hoge toegangsprijzen (soms meer dan 100 euro per kaartje) voor zijn concerten, terwijl Young aan de andere kant het zegt op te nemen voor de minderbedeelden.

## Tracklist
Alle muziek en teksten zijn geschreven door Neil Young. 
| Nr. | Titel                | Duur |
| --- | -------------------- | ---- |
| 1.  | When worlds collide  | 4:14 |
| 2.  | Fuel line            | 3:11 |
| 3.  | Just singing a song  | 3:31 |
| 4.  | Johnny magic         | 4:18 |
| 5.  | Cough up the bucks   | 4:38 |
| 6.  | Get behind the wheel | 3:08 |
| 7.  | Off the road         | 3:22 |
| 8.  | Hit the road         | 3:36 |
| 9.  | Light a candle       | 3:01 |
| 10. | Fork in the road     | 5:47 |

Het album kwam internationaal wel in de hitlijsten, maar bleef vaak in de subtop hangen; alleen in Noorwegen werd het een nummer 1. Het album kwam een maand later op elpee uit. Voor de compact disc-versie had men de keus voor de cd alleen of een cd vergezeld van een dvd. Voor liefhebbers is er ook een poster te bestellen van een compactcassette met de naam en titel van het album erop.

## Musici
- Neil Young : gitaar, zang
- Ben Keith : gitaar, hammondorgel, zang
- Anthony Crawford : gitaar, piano, hammondorgel, zang
- Pegi Young : vibrafoon, akoestische gitaar, zang
- Rick Rosas : basgitaar
- Chad Cromwell : slagwerk

## Hitnotering
| "Fork in the Road" in de Nederlandse Album Top 100 - binnen: 11-04-2009 | "Fork in the Road" in de Nederlandse Album Top 100 - binnen: 11-04-2009 | "Fork in the Road" in de Nederlandse Album Top 100 - binnen: 11-04-2009 | "Fork in the Road" in de Nederlandse Album Top 100 - binnen: 11-04-2009 | "Fork in the Road" in de Nederlandse Album Top 100 - binnen: 11-04-2009 | "Fork in the Road" in de Nederlandse Album Top 100 - binnen: 11-04-2009 | "Fork in the Road" in de Nederlandse Album Top 100 - binnen: 11-04-2009 | "Fork in the Road" in de Nederlandse Album Top 100 - binnen: 11-04-2009 | "Fork in the Road" in de Nederlandse Album Top 100 - binnen: 11-04-2009 |
| Week                                                                    | 01                                                                      | 02                                                                      | 03                                                                      | 04                                                                      | 05                                                                      |                                                                         | 06                                                                      |                                                                         |
| ----------------------------------------------------------------------- | ----------------------------------------------------------------------- | ----------------------------------------------------------------------- | ----------------------------------------------------------------------- | ----------------------------------------------------------------------- | ----------------------------------------------------------------------- | ----------------------------------------------------------------------- | ----------------------------------------------------------------------- | ----------------------------------------------------------------------- |
| Nummer                                                                  | 23                                                                      | 33                                                                      | 67                                                                      | 57                                                                      | 100                                                                     | uit                                                                     | 98                                                                      | uit                                                                     |